# Ястребово (Белгородская область)
Ястребово — село, относится к Беловскому сельскому поселению Белгородского района Белгородской области России.
Расположено на южной окраине Среднерусской возвышенности, в 726 км к югу от Москвы, в 7 км от Белгорода и в 30 км от границы с Украиной.

## Социально-культурная сфера
Село состоит из одной улицы им. Кидалова, названной в честь уроженца села Героя Советского Союза Фёдора Кидалова. Школы нет, дети ходят в Беловскую и Мясоедовскую школы, находящиеся неподалёку. Центром культурных событий села является Ястребовский сельский клуб.

## Интересные факты
- Село Ястребово фигурирует в книге Стоценко А.С. "На огненной дуге"[2]